# Dugi otok
Dugi otok je otok u Jadranskom moru, na hrvatskoj obali Jadrana. Pripada zadarskoj otočnoj skupini sjevernodalmatinskih otoka i ima 124 km2 (dug je 43 km, a širok do 4,6 km) te 2873 stanovnika. 
Površinom od 113,3 km2 i ukupnom duljinom od 44,5 km Dugi otok čini vanjski niz otoka zadarskog arhipelaga, zajedno s otocima Molatom, Istom, Škardom i Premudom. Na otoku se nalazi jedanaest naselja, od čega su Sali, Zaglav, Žman, Luka, Savar, Brbinj, Dragove i Božava smješteni na sjeveroistočnoj strani, dok se Soline, Verunić i Veli Rat nalaze na sjeverozapadnoj obali, u duboko uvučenim zaljevima Solišćica i Velarska vala.

## Stanovništvo

### Povijest kretanja stanovništva
| Naselje  | 1608. | 1759. | 1818. | 1840. |
| -------- | ----- | ----- | ----- | ----- |
| Božava   | 83    | 122   | 186   | 139   |
| Brbinj   | 129   | 256   | 284   | 210   |
| Dragove  | 71    | 186   | 195   | 211   |
| Luka     | 212   | 182   | 173   | 159   |
| Sali     | 455   | 437   | 490   | 506   |
| Savar    | 124   | 135   | 195   | 161   |
| Soline   | 0     | 117   | 150   | 149   |
| Veli Rat | 105   | 161   | 171   | 189   |
| Zaglav   | 46    | 98    | 101   | 0     |
| Žman     | 338   | 284   | 212   | 180   |
| UKUPNO   | 1563  | 1978  | 2146  | 2023  |

| Naselje      | 1857. | 1869. | 1880. | 1890. | 1900. | 1910. | 1921. | 1931. | 1948. | Promjena 1948./1857. u % |
| ------------ | ----- | ----- | ----- | ----- | ----- | ----- | ----- | ----- | ----- | ------------------------ |
| Božava       | 180   | 0     | 195   | 239   | 277   | 261   | 335   | 248   | 260   | 44,4                     |
| Brbinj       | 202   | 233   | 230   | 238   | 309   | 333   | 328   | 327   | 328   | 62,4                     |
| Dragove      | 219   | 500   | 221   | 285   | 352   | 323   | 392   | 333   | 381   | 73,8                     |
| Luka         | 162   | 181   | 212   | 257   | 365   | 384   | 406   | 350   | 375   | 131,5                    |
| Sali         | 449   | 644   | 586   | 713   | 830   | 880   | 1117  | 1097  | 1230  | 173,9                    |
| Savar        | 151   | 167   | 178   | 177   | 202   | 242   | 284   | 298   | 286   | 89,4                     |
| Soline       | 225   | 0     | 249   | 297   | 304   | 329   | 329   | 329   | 384   | 70,7                     |
| Veli Rat     | 263   | 533   | 230   | 320   | 315   | 337   | 452   | 300   | 286   | -                        |
| Zaglav       | 112   | 0     | 142   | 177   | 222   | 222   | 286   | 254   | 408   | 264,3                    |
| Žman         | 210   | 276   | 308   | 412   | 493   | 499   | 653   | 572   | 633   | 201,4                    |
| UKUPNO       | 2173  | 2534  | 2628  | 3164  | 3730  | 3858  | 4582  | 4211  | 4670  | 114,9                    |
| Bazni indeks | 100,0 | 116,6 | 120,9 | 145,6 | 171,6 | 177,5 | 210,9 | 193,8 | 214,9 | -                        |

- Obala
- Stijene Dugog Otoka
- Mala Proversa s pogledom na Kornate
- Svjetionik Velog Rata

## Zemljopisna obilježja
Pruža se u smjeru sjeverozapad - jugoistok, u nizu u kojem je sjevernije otok Molat, a južnije Kornat. Između niza vapnenačkih bila, u kojima je najviši vrh Vela straža (338 m), prostiru se krška polja Velo jezero, Arnjevo polje, Stivanje polje, Sridnje polje i dr.; mnogobrojne su spilje (Strašna peć, Kozja peć, Veli badanj, Crvene rupe i Pećina). Južni je dio otoka kamenjar, srednji i zapadni obrastao je šikarom, a mjestimice ima i šume. Uz obalu su mnogobrojni otočići (Golac, Bršćak, Magarčić, Mali i Veliki Planatak, Utra, Mrtovnjak, Luški, Krknata, Lagnići, Mežanj, Katina i dr.). Zapadna obala je vrlo strma, dok su ostale obale položite s nizom uvala, među kojima se pješčanim žalima ističu Solišćica, Pantera i Telašćica. Od većih otoka u blizini su Ist, Olib, Iž, Pašman i Ugljan. U Telašćici se nalazi šest otočića i hridi: Korotan, Galijola, Gozdenjak, Farfarikulac, Gornji Školj i Donji Školj.  Gospodarska je osnova poljodjelstvo, vinogradarstvo, maslinarstvo, stočarstvo,  ribarstvo, pčelarstvo i turizam.

## Naselja
Na otoku se nalaze sljedeća mjesta: Sali (ujedno i najveće mjesto na otoku), Zaglav, Žman, Luka, Savar, Brbinj, Dragove, Soline, Božava, Veli Rat i Verunić (Verona).

## Prometna povezanost
Dugi otok ima nekoliko domaćih dnevnih trajektnih i brodskih veza sa Zadrom. Veće luke su trajektna u Brbinju i Zaglavu, te Sali i Božava. Sva naselja povezana su otočnom cestom kojom prometuje i lokalna autobusna linija.

## Znamenitosti
Otok ima mnogo prirodnih ljepota,a posebno se ističe Park prirode Telašćica na južnom djelu otoka, velo i malo jezero kod Žmana, uvala Solinšćica i uvala Sakarun. Ima dosta povijesnih ostataka (uključujući  i prapovijesne). Na otoku se nalaze 3 jezera (dva periodička slatka i stalno slano u Telašćici). U blizini otoka se nalazi mnogo manjih otočića i hridi. U neposrednoj je blizini i Nacionalni park Kornati. 
Znamenitosti otoka su i svjetionik Veli rat kod Velog Rata i crkvica Sv. Pelegrina u Savru, te manifestacija Tovareća mužika u Salima.
U novije vrijeme pokušava se oživjeti zanimanje za spilju Strašna peć koja se nalazi kraj mjesta Savar na nadmorskoj visini od 70 m.
Na grebenu na jugozapadnoj strani Dugog otoka, ka otvorenom moru, nasukao se talijanski teretni brod Michele 1980. pod nerazjašnjenim okolnostima, ljeti kad je bila nevera. Misli se da je vlasnik to napravio radi izvlačenja novca od osiguranja. 15-ak godina poslije brod je široj javnosti postao poznat kao mjesto snimanja spota za Gibonnijevu skladbu Ej, vapore. Dugo je godina nadgrađe broda bilo iznad morske razine, no danas se vidi tek mali dio. Na toj je lokaciji dosta morskih struja te je velika bioraznolikost u moru. Planira se zaštititi greben.

## Povijest
Brojni su tragovi prapovijesti među kojima se ističu kamena industrija s veloratskog područja s kraja paleolitika te osobito spilja Vlakno u središnjem dijelu otoka. Dosadašnja istraživanja su u Vlaknu utvrdila kulturni sloj star 20 tisuća godina, a među inim nalazima i očuvani ljudski kostur, jedini takav nalaz na čitavom jadranskom prostoru.
Dugi otok spominje Konstantin Porfirogenet sredinom 10. stoljeća pod imenom Pizuh (sačuvan u nazivu položaja Čuh uz zaljev Telašćicu). U 10. – 11. stoljeću otok se u ispravama naziva Insula Tilagus (naziv sačuvan u imenu zaljeva Telašćice). Ime Veli otok zabilježeno je prvi put glagoljicom 1460. Na istaknutim vrhovima po otoku nalaze se ostaci ilirskih utvrđenih naselja i kameni grobni humci. Na prevlaci Mala proversa bio je prostran rimski ladanjski dvorac (villa rustica), dijelom istražen i konzerviran. Iz starohrvatskog razdoblja sačuvale su se u cijelosti ili djelomično, crkvice, suhozidne kućice i grobovi.
Ladanjskim kućama na Dugom otoku bavila se Marija Stagličić.

## Vanjske poveznice
- Dugi otok
- Sali - Dugi otok, stranice o mjestu Sali i Dugom otoku.
- Luka online  Arhivirana inačica izvorne stranice od 16. rujna 2017. (Wayback Machine), Luka online.
- Dugi otok foto   Arhivirana inačica izvorne stranice od 22. listopada 2011. (Wayback Machine), Dugi otok fotografije.